# Custodi del segreto
Custodi del segreto è un EP del gruppo hip hop italiano Gatekeepaz, pubblicato nel 1998.

## Tracce
1. Intro (prod. da GatekeyzProd.Actions )
2. Il Segreto (prod. da GatekeyzProd.Actions)
3. 4° Sotto Zero (prod. da GatekeyzProd.Actions)
4. 7 W.D. (prod. da GatekeyzProd.Actions)

## Formazione
- Ango Sprite
- Johnny Masta5
- Deal The Dihlyo
- Pee MC
- Psyco Vibe
- Hopus D
- Contempla (aka Psicko Killa)
- Maury B (aka Maory B)